# Kinyerezi (Kraftwerk)
Kinyerezi  ist ein kalorisches Kraftwerk im Distrikt Ilala in Tansania. Es besteht aus den zwei Einheiten Kinyerezi I und Kinyerezi II und befindet sich im Besitz von Tanesco.

## Geschichte
Kinyerezi I wurde am 31. März 2016 in Betrieb genommen. Im gleichen Jahr erhielt die japanische Firma Sumitomo als Generalunternehmer den Auftrag, Kinyerezi zu erweitern. Geplant war eine Fertigstellung im September 2018. Das Kombinationskraftwerk Kinyerezi II ging am 3. April 2018 ans Netz.

## Standort
Das Kraftwerk liegt im Stadtdistrikt Ilala in der Region Daressalam, rund 20 Kilometer westlich des Zentrums von Daressalam.

## Technik
- Kinyerezi I besteht aus 4 Turbinen LM6000pg von General Electric. Diese können mit Erdgas oder Schweröl (JETA1) betrieben werden. GT1 und GT2 sind mit einem Kühlsystem ausgerüstet und leisten jeweils 40 MW, GT3 und GT4 leisten je 35 MW.[1]
- Kinyerezi II ist ein Gas-und-Dampf-Kombikraftwerk mit einer Leistung von 168 MW aus Gas und 80 MW aus Dampf.[3] Zum Einsatz kommen 6 Turbinen H-25 von Mitsubishi.[5] Das Gas stammt aus der Mnazi Bay bei Mtwara.[6]

## Pläne zum Ausbau
Die im Jahr 2021 erfolgte Ausschreibung zur Erweiterung von Kinyerezi I wurde von der Regulierungsbehörde im Januar 2022 wegen Mängeln bei der Bewertung der Angebote gestoppt. Damit wird der Ausbau um geplante 185 MW verzögert.